# Geografia rolnictwa
Geografia rolnictwa – dział geografii społeczno-ekonomicznej zajmujący się badaniem wzajemnych relacji między rolnictwem a środowiskiem geograficznym; bada również w szerszym znaczeniu przestrzenne rozmieszczenie produkcji roślinnej i zwierzęcej na świecie. Opisuje i analizuje uprawę roślin, hodowlę zwierząt w różnych przestrzeniach geograficznych.

## Podmiot i zakres geografii rolnictwa
Geografia rolnictwa jest działem geografii zajmującym się badaniem relacji pomiędzy rolnictwem a środowiskiem geograficznym. Dodatkowo analizuje rolnictwo pod względem przestrzennym. Podobnie jak inne nauki geograficzne bada genezę, przyczyny oraz sposoby kształtowania się układów zjawisk zarówno na obszarze całej Ziemi, jak i lokalnie.
Geografia rolnictwa ze względu na specyfikę rolnictwa bada głównie:
- położenie geograficzno-ekonomiczne
- rzeźbę terenu
- agroklimat
- warunki wodne
- gleby (bonitacja i uwarunkowania rolnicze)
- bonitacje środowiska pod względem rolniczym
- cechy społeczno-własnościowe ziemi
- cechy organizacyjno-techniczne (np. mechanizacja, kolektywizacja)
- cechy produkcyjne (np. uprawy)

Przedmiotem zainteresowania geografii rolniczej przeważnie nie są niespełniające definicji rolnictwa działalności takie jak zbieractwo, łowiectwo produktów podobnych do produktów rolniczych. Jednakże po rozszerzeniu definicji rolnictwa o leśnictwo (gospodarkę leśną) oraz rybołówstwo, geografia rolnictwa zajmuje się wówczas również tymi dziedzinami.
Dodatkowo przedmiotem badań geografów rolnictwa nie są biologiczno-chemiczne aspekty rolnictwa takie jak skład chemiczny gleb oraz procesy glebotwórcze.

### Kierunki badawcze geografii rolnictwa
Głównymi kierunkami badawczymi geografii rolnictwa są:
- kierunek towaroznawczy
- kierunek regionalny
- kierunek krajobrazu rolniczego
- kierunek użytkowania ziemi
- kierunek konserwacyjny (przyrodniczy)
- kierunek typologiczno-regionalizacyjny
- kierunek historyczny
- kierunek monograficzny

## Powiązanie z innymi naukami
Ze względu na charakter podmiotu badawczego geografia rolnictwa jest najbardziej powiązana z rolnictwem, a także działem ekonomii – ekonomią rolną. Oprócz tego jest silnie powiązana z innymi działami geografii społeczno-ekonomicznej oraz geografii fizycznej, szczególnie z geografią gleb i gleboznawstwem.

## Historia geografii rolnictwa
Problematyka rolnicza jest widoczna w pracach geografów z przełomu XVIII i XIX wieku, a pośrednio również w pracach geografów starożytnych i średniowiecznych.
Termin geografia rolnictwa został po raz pierwszy użyty w połowie XIX wieku. Jednakże rozwój geografii rolnictwa jako osobnego działu nastąpił dopiero na przełomie XIX i XX wieku. Wówczas sprawy geografii rolnej były omawiane przy okazji i wraz z geografią przemysłu tworzyły geografię gospodarczą (usługi nie były traktowane jako przedmiot badań geografów końca do lat 50. XX wieku). Okres ten był okresem największego zainteresowania geografów ekonomicznymi i społecznymi aspektami przestrzeni rolniczej. Wtedy to powstawało większość prac z geografii regionalnej oraz prac związanych z kierunkiem towaroznawczym.
Po drugiej wojnie światowej geografia rolnictwa rozwinęła się szybko w państwach socjalistycznych. Powstały wówczas instytuty geografii rolnictwa zajmujące się głównie pracami z zakresu użytkowania ziemi. Na przełomie lat 60 i 70. powstały prace z dziedziny typologii rolnictwa. Działalność Zakładu Geografii Rolnictwa i Obszarów Wiejskich Instytutu Geografii i Przestrzennego Zagospodarowania PAN spowodowała znaczne zainteresowanie tą tematyką w wielu krajach Europy, Chinach, Australii i Kanadzie. Rozwój typologii rolnictwa spowodował iż w krajach tych problematyka rolnictwa była wpisywana w strategię kraju. W tym czasie w Stanach Zjednoczonych, w których rolnictwo było niewielką gałęzią gospodarki powstawały głównie prace historyczne i monograficzne. Przemiana ustrojowa w krajach Europy Środkowo-Wschodniej zmieniła kierunek badań na problematykę ekonomii rolnictwa oraz jego restrukturyzację.